# Adorazione (film 1937)
Adorazione (The Woman I Love) è un film del 1937 diretto da Anatole Litvak qui, al suo esordio come regista hollywoodiano che firma il remake di L'equipaggio, film che lo stesso Litvak aveva diretto due anni prima in Francia. I due adattamenti cinematografici si basano infatti sul romanzo L'equipaggio dell'aria di Joseph Kessel, pubblicato a Parigi nel 1923.

## Trama
In Francia durante la prima guerra mondiale un pilota militare s'innamora della moglie del suo superiore.

## Produzione
Le riprese, che durarono tra il 14 dicembre 1936 e la fine di febbraio 1937 - si divisero tra gli studi della RKO e la proprietà terriera della stessa casa a Encino, dove per l'occasione venne allestito un campo di aviazione con tanto di villaggio bombardato nelle vicinanze.
Gli aerei usati sono degli Stearman C3 e Curtiss Fledgling appositamente modificati per assomigliare agli effettivi aerei francesi utilizzati nella Grande Guerra.
Durante le riprese, Miriam Hopkins rimase assente dal set per alcuni giorni a causa di una slogatura alla spalla, conseguenza di un incidente automobilistico in cui era rimasta coinvolta insieme alla moglie di Fred Astaire.

## Distribuzione
Il copyright del film, richiesto dalla RKO Radio Pictures, Inc., fu registrato il 23 aprile 1937 con il numero LP7225. Il film venne distribuito dalla RKO, che lo fece uscire nelle sale USA presentandolo a New York nella settimana del 15 aprile 1937.
Nei Paesi Bassi, il film fu distribuito dalla Nova Film il 4 novembre 1938. In Italia, uscì in sala nel gennaio 1939 ribattezzato Adorazione.

### Critica
(Mario Gromo su La Stampa del 14 gennaio 1939)